# Freccia Vallone 1953
La Freccia Vallone 1953, diciassettesima edizione della corsa, si svolse il 2 maggio 1953 per un percorso di 220 km. La vittoria fu appannaggio del belga Stan Ockers, che completò il percorso in 6h24'25" precedendo lo svizzero Ferdi Kübler e l'italiano Loretto Petrucci.
Al traguardo di Liegi furono 38 i ciclisti, dei 69 partiti da Charleroi, che portarono a termine la competizione.

## Ordine d'arrivo (Top 10)
| Pos. | Corridore             | Squadra      | Tempo    |
| ---- | --------------------- | ------------ | -------- |
| 1    | Stan Ockers           | Peugeot      | 6h24'25" |
| 2    | Ferdi Kübler          | Tebag        | a 44"    |
| 3    | Loretto Petrucci      | Lygie        | s.t.     |
| 4    | Jan De Valck          | Garin-Wolber | s.t.     |
| 5    | Raymond Impanis       | Garin-Wolber | s.t.     |
| 6    | Jan Storms            | Girardengo   | s.t.     |
| 7    | Edward Peeters        | Garin-Wolber | s.t.     |
| 8    | Alexandre Close       | Allegro      | s.t.     |
| 9    | Frans Gielen          | Alpa         | s.t.     |
| 10   | Robert van Den Stockt | Peugeot      | s.t.     |